# Начский сельсовет (Минская область)
Начский сельсовет — упразднённая административная единица на территории Крупского района Минской области Республики Беларусь.

## Состав
Начский сельсовет включает 11 населённых пунктов:
- Борок — деревня.
- Дубешня — деревня.
- Заполье — деревня.
- Клади — деревня.
- Колос — деревня.
- Ленок — посёлок.
- Малое Осово — деревня.
- Нача — агрогородок.
- Острово — деревня.
- Плавущее Галое — деревня.
- Приямино — деревня.